# Steinschüttung

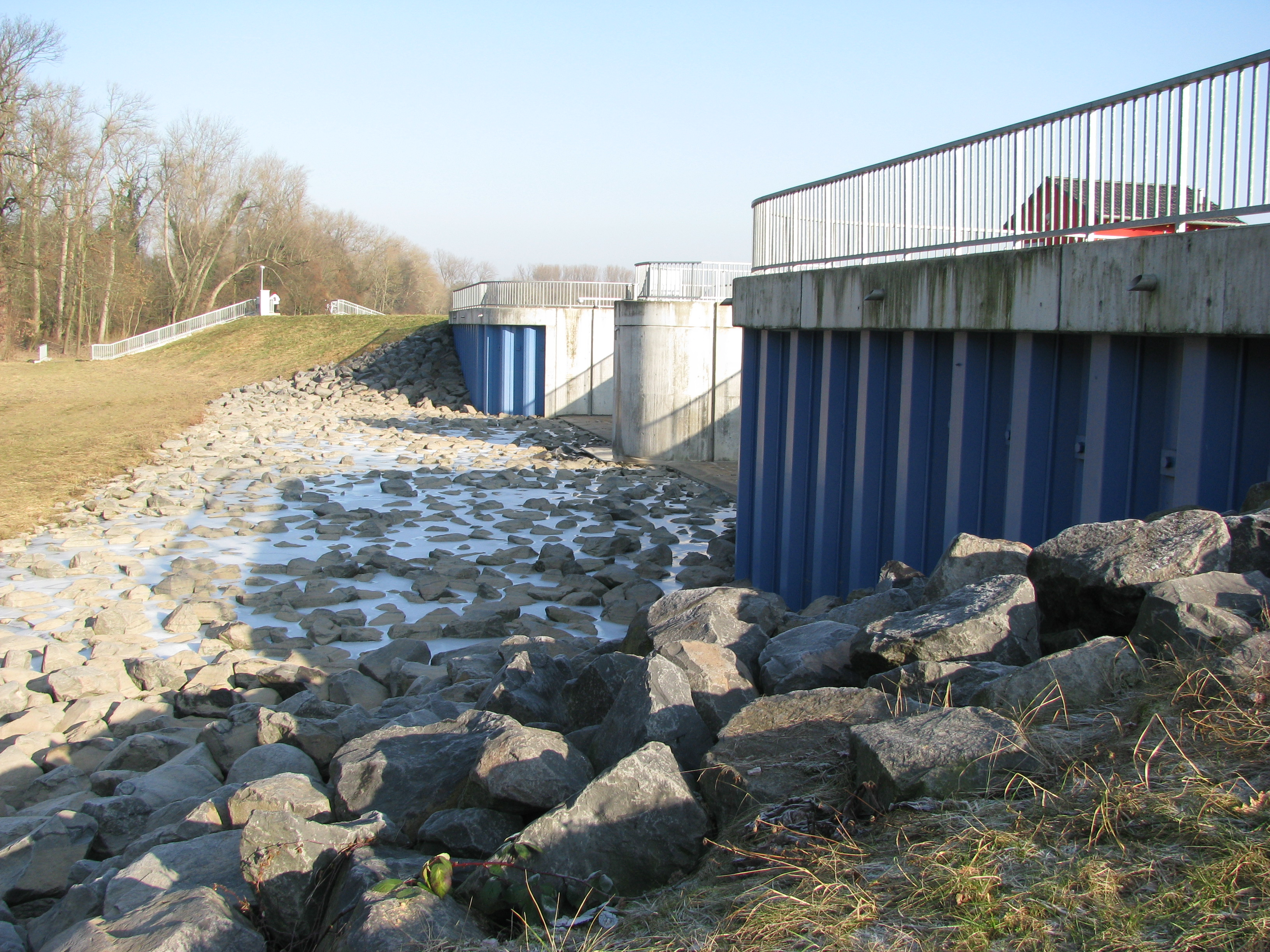
Durchlassbauwerk des Polders bei Ingelheim mit Steinschüttung an der Flussseite

Eine Steinschüttung ist eine aufgeschüttete Schicht aus Bruchsteinen. Im Wasserbau dient sie bei Flüssen und Kanälen der Befestigung der Ufer, der Gewässersohle oder dem Bau von Buhnen oder Längswerken. Auch beim Bau von Staudämmen wird sie als Schüttmaterial eingesetzt.
Auch zum Schutz von Brückenpfeilern oder Leuchttürmen können Steinschüttungen eingesetzt werden. Die Steingröße wird so bestimmt, dass die Schüttung den angreifenden Wassermassen ausreichend Widerstand entgegenstellen kann.
Mit einer Steinschüttung kann bei Bedarf die Tragfähigkeit von Baugrund erhöht werden.
Es gibt lose und gebundene Steinschüttungen.

Für  die Stabilität loser, unverklammerter Steinschüttungen sind die Kornverteilung und die Dicke der Schüttlage entscheidend, aus denen der Hohlraumgehalt und die Hohlraumgröße bestimmt werden können.

## Galerie

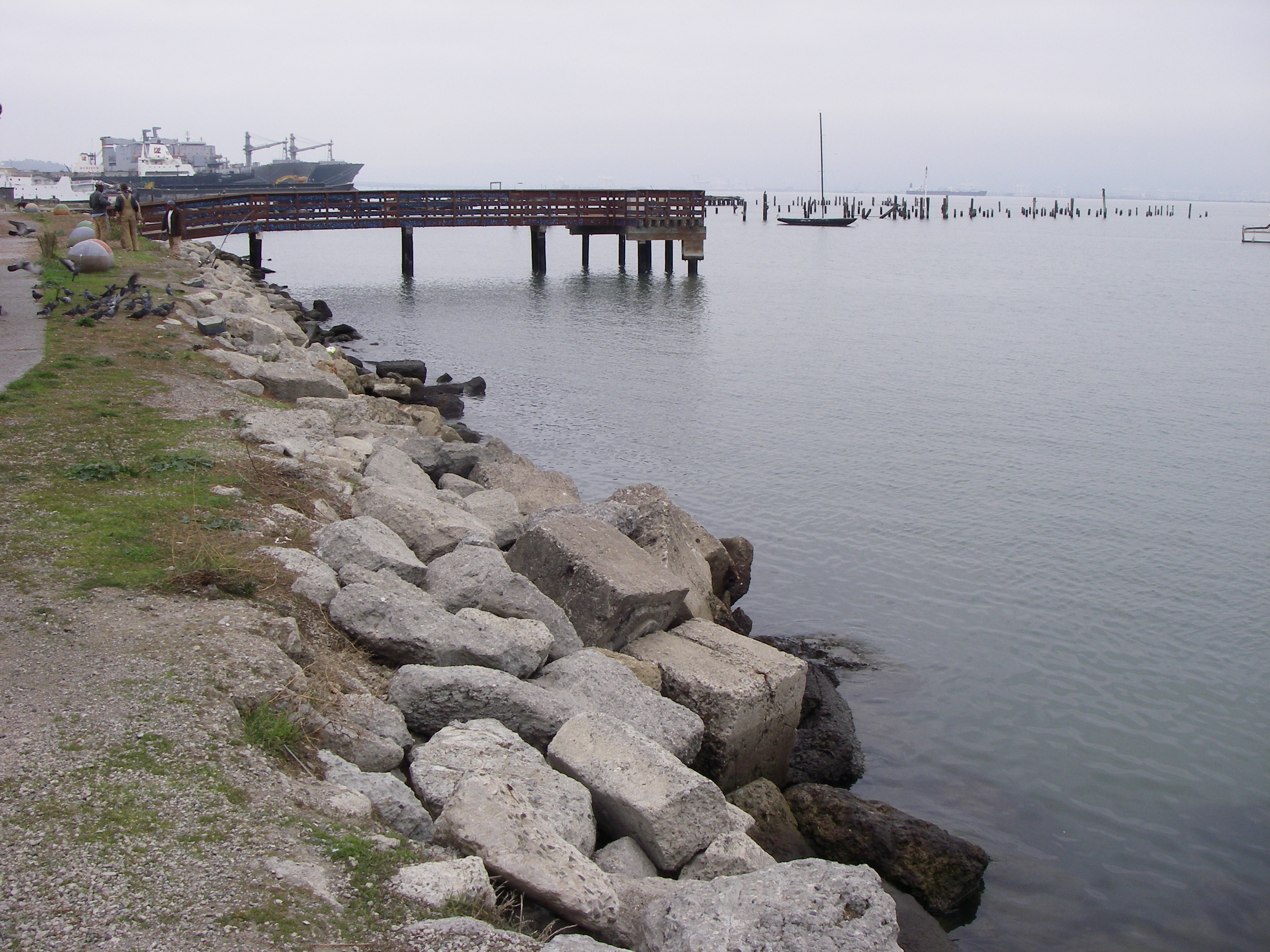
Beton-Trümmer, die als Steinschüttung entlang der San Francisco Bay Küstenlinie verwendet wurden
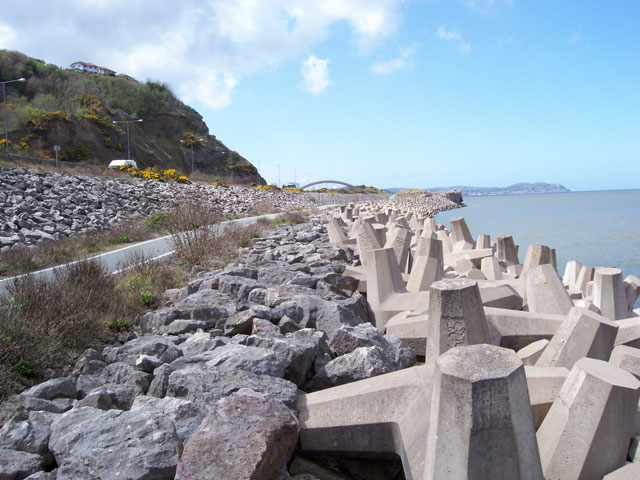
Modulare Betonstein-Steinschüttung
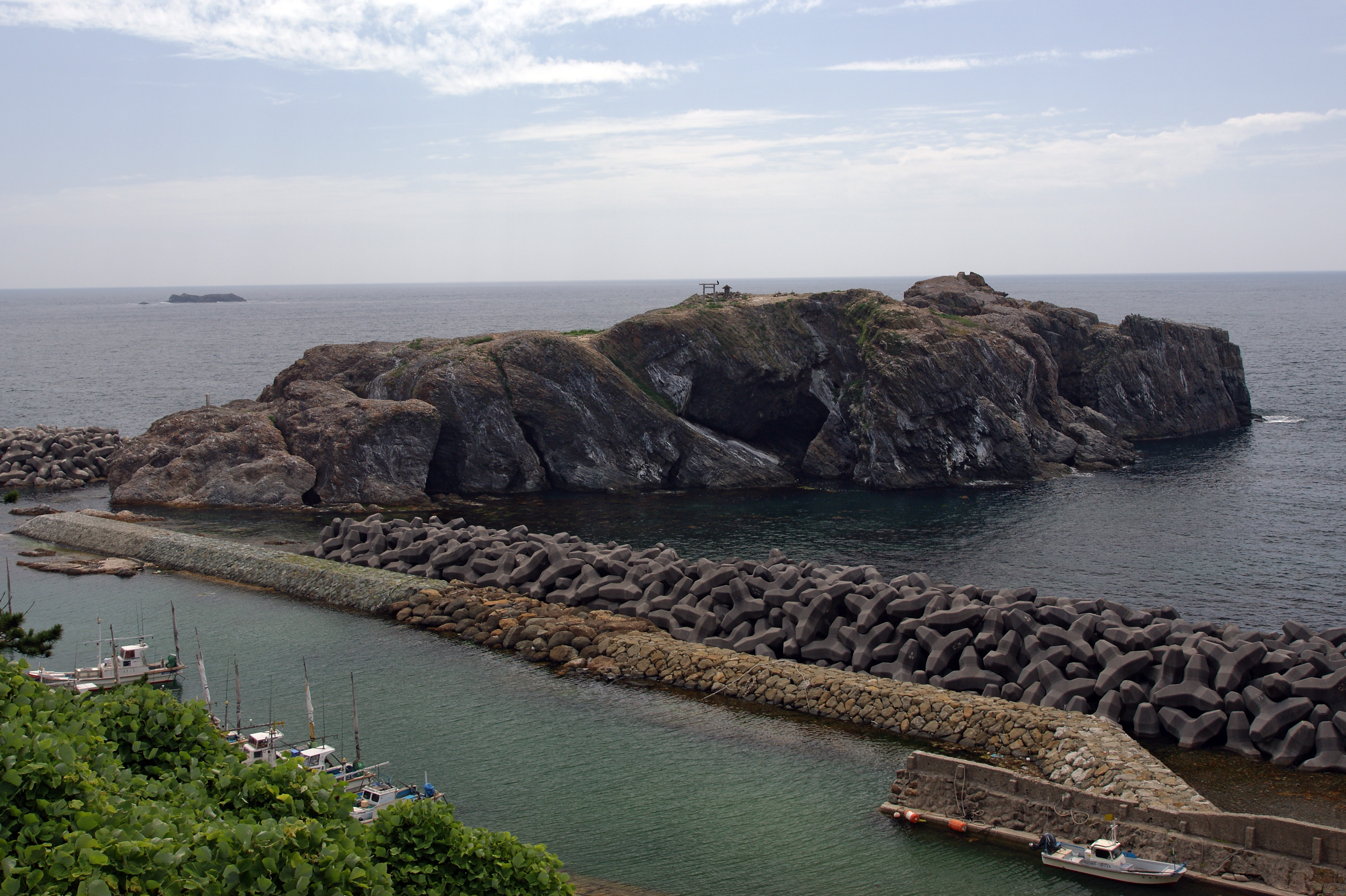
Modulare Betonklotz-Steinschüttung
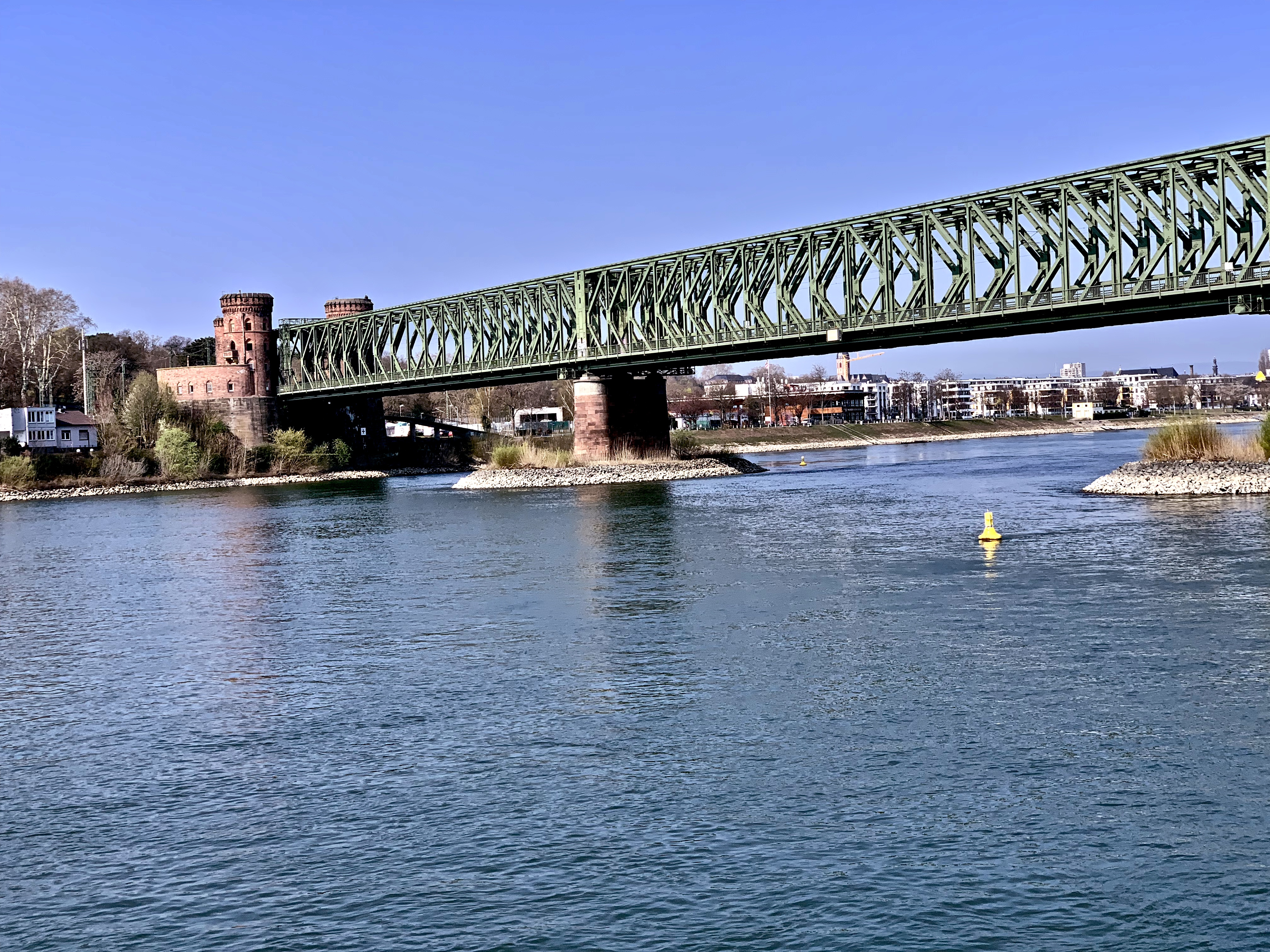
Steinschüttung um die Pfeiler der Mainzer Südbrücke
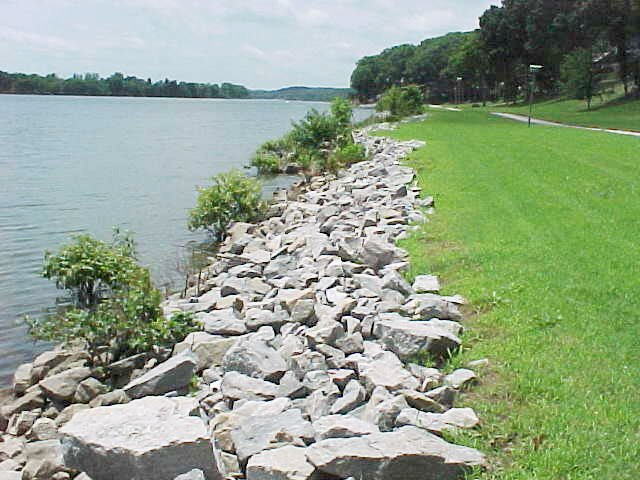
Steinschüttung-Auskleidung eines Seeufers
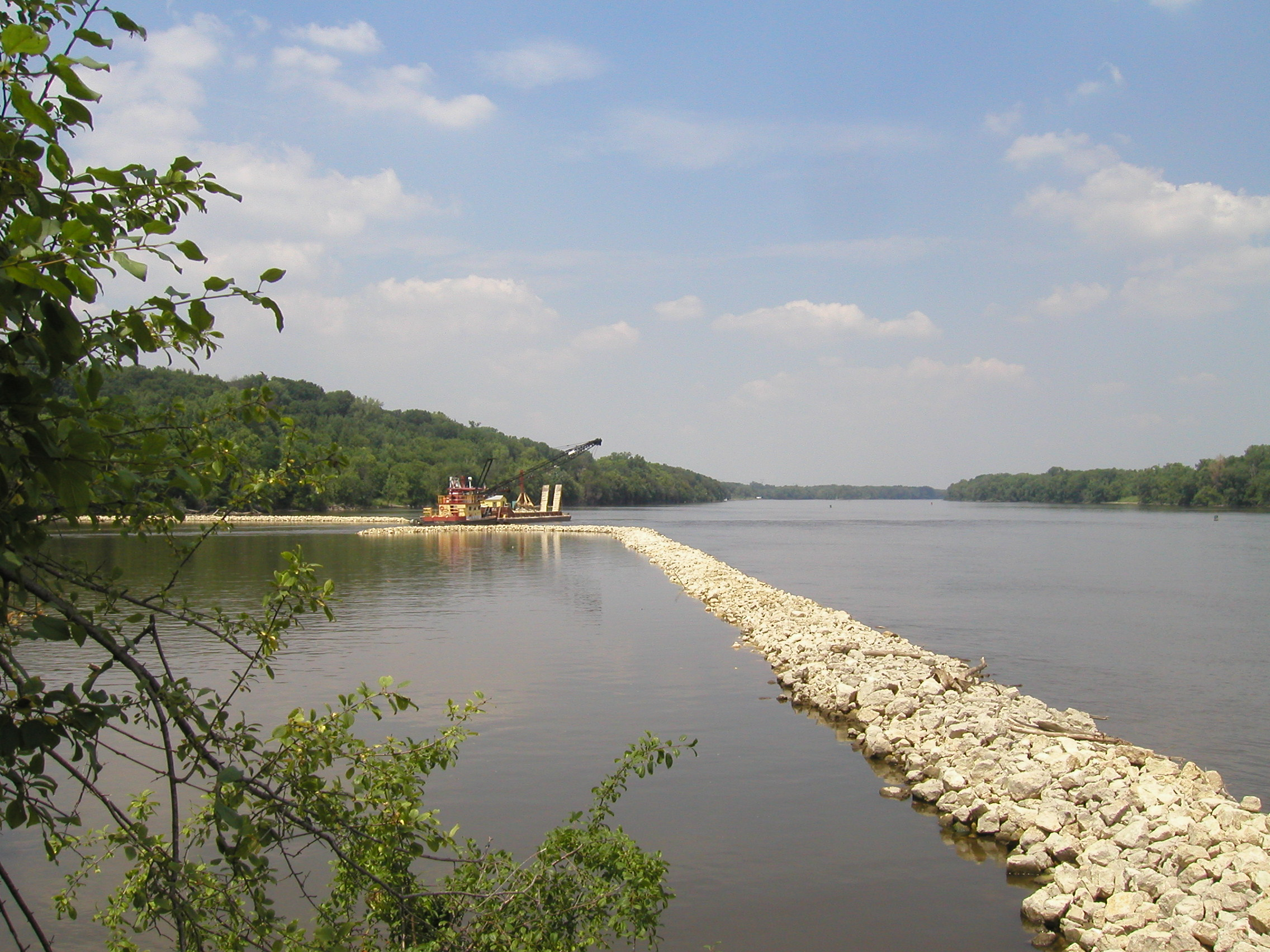
Steinschüttung zur Schließung eines Kanals am Mississippi
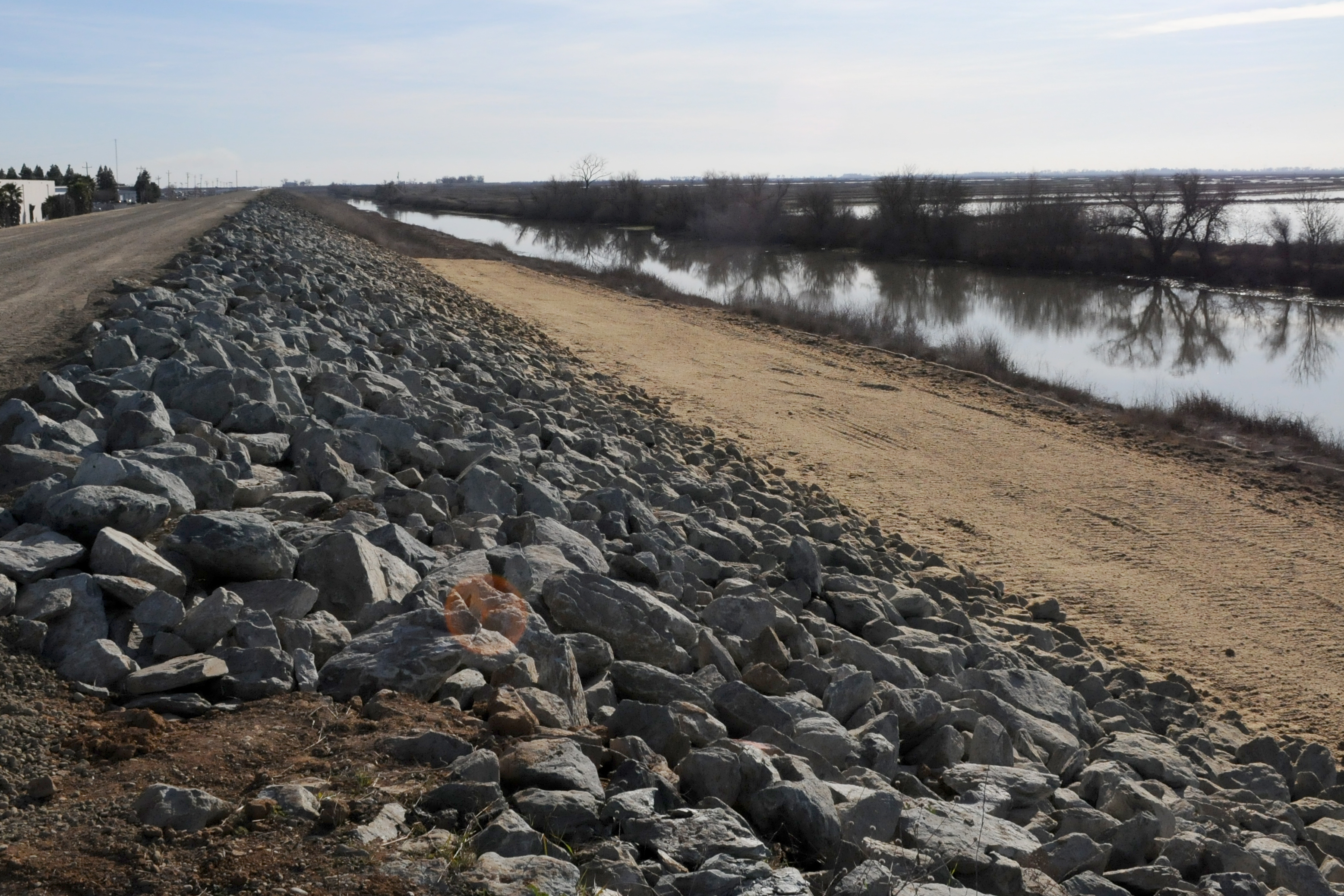
Steinschüttung zum Schutz eines Deichs
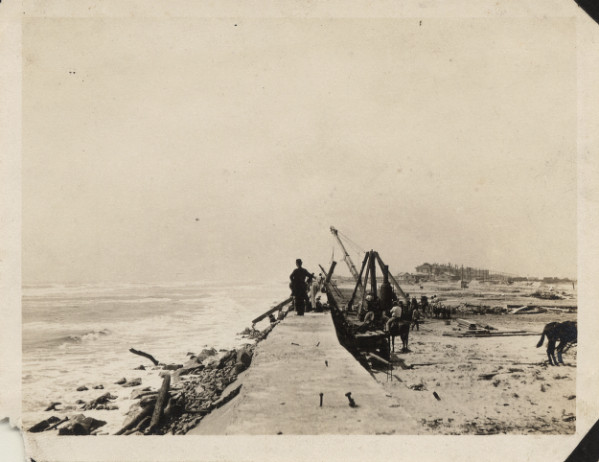
Besatzungen ersetzen Steinschüttung bei Galveston-Deich nach einem Hurrikan von 1915